# ブルース・スプリングスティーン
ブルース・フレデリック・ジョセフ・スプリングスティーン（Bruce Frederick Joseph Springsteen, 1949年9月23日 - ）は、アメリカ合衆国ニュージャージー州出身のシンガーソングライターである。

## 人物
ニックネームは「The Boss」。米国のロック界を代表する重鎮として世界的な知名度を誇り、アメリカで6400万枚、全世界で1億3500万枚以上のレコードセールスを記録している。初期の作品においては、青春群像の描写に才能を示したが、やがて社会的なテーマを作品に織り込む事によって、アメリカの労働者や若者の声を代弁する存在となった。彼のロックはボブ・シーガーやトム・ペティらとともに「ハートランド・ロック」とも呼ばれる。ハートランドはアメリカ中西部から南部の一部も含む広大な地域で、労働者や農民も多い地域である。支持政党はアメリカ民主党。
父はオランダ系とアイルランド系のアメリカ人のダグラス(1924〜98)、母はイタリア系アメリカ人のアデル(1925〜)。妻はシンガーソングライターのパティ・スキャルファ(1953〜)。
自らが目指す音楽について、「ボブ・ディランのような歌詞を、フィル・スペクターのようなサウンドに乗せて、ロイ・オービソンのように歌いたかった」と述べている。
1999年、『ロックの殿堂』入り。ローリング・ストーン誌選出「歴史上最も偉大な100組のアーティスト」第23位。同「歴史上最も偉大な100人のシンガー」第36位。同「歴史上最も偉大な100人のギタリスト」第96位。「Q誌選出「歴史上最も偉大な100人のシンガー」第62位。
娘のジェシカ・スプリングスティーンは馬術選手で、2020年東京オリンピック馬術障害飛越団体にアメリカ合衆国チームのメンバーとして出場し、銀メダルを獲得した。

## 略歴

### デビュー以前
エルヴィス・プレスリーに憧れてギターを始めた。10代半ばから、地元ニュージャージーで数々のアマチュア・バンドに参加。1969年に結成した、スティール・ミルというハードロック・バンドは、西海岸に演奏旅行に出かけた際に、ビル・グレアムからデモ・レコーディングの機会を与えられ、更にレコード契約を提示されるほどの評価を得た（結果的にレコード・デビューはしていない）。1971年の同バンド解散後は、リズム・アンド・ブルースの要素を取り入れたブルース・スプリングスティーン・バンドというグループを結成するも、仕事の不足からあえなく短期間で解散している。

### 1970年代

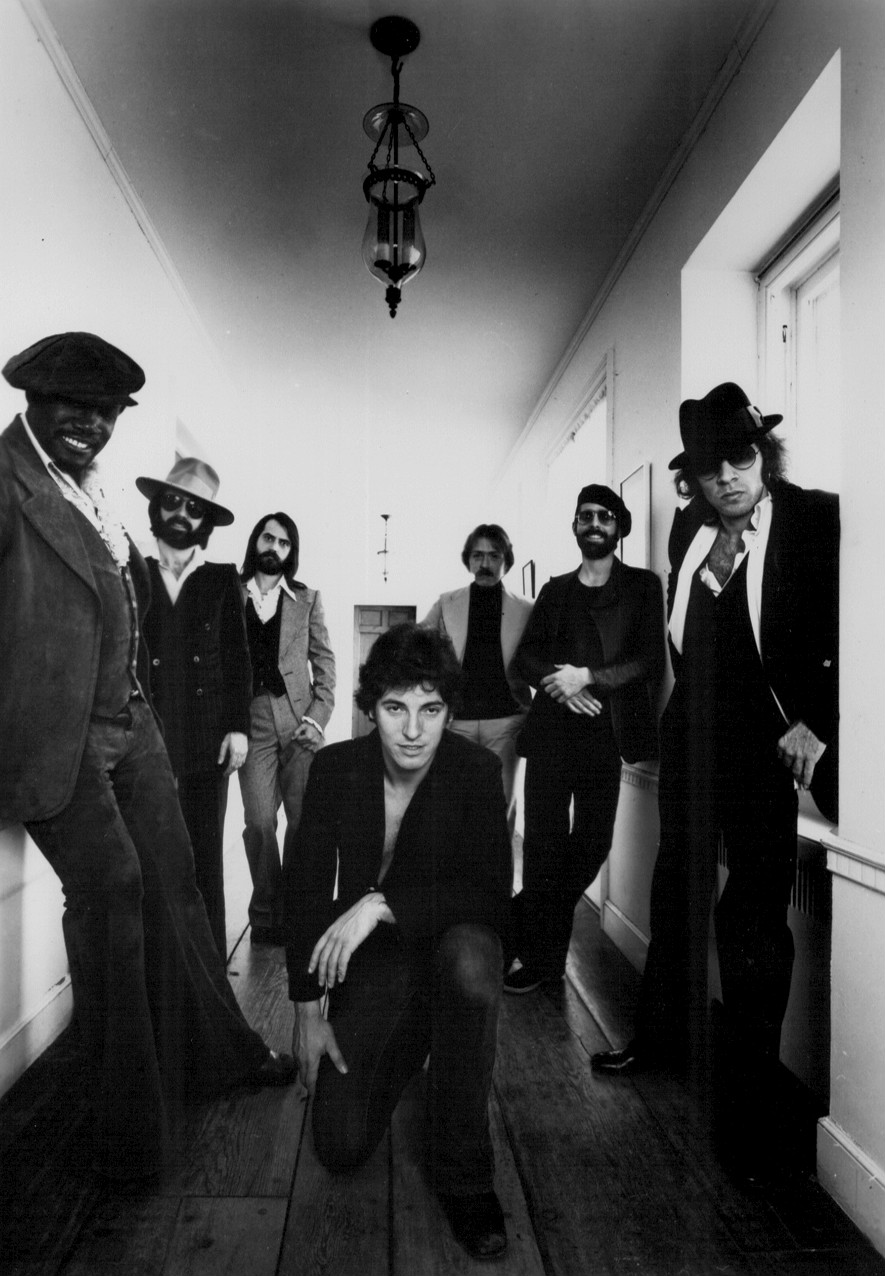
ブルース・スプリングスティーン&ザ・Eストリート・バンド（1977年）

前述のバンド解散後はソロで活動をしていたが、1972年に若手音楽ビジネス家のマイク・アペルと出会い、才能を見込まれてマネージメント、レコード・プロデュース及び音楽出版契約を結ぶ。その後、大手レコード会社CBSの伝説的A&Rマン、ジョン・ハモンドのオーディションを受ける。ハモンドはその才能を絶賛、結果1973年1月5日に『アズベリー・パークからの挨拶 (Greetings From Asbury Park, N.J.)』でレコード・デビューする運びとなった。
デビュー当初は、「第二のディラン」というキャッチ・フレーズで、シンガーソングライター的な扱いでのプロモーションを受けたが、あくまでロックン・ローラーとしての活動にこだわっていた本人は、そのギャップに苦しむことになった。デビュー・シングルの「光で目もくらみ（Blinded by the Light）」はチャートインを逃し、セールス的には振るわず、クラブ・サーキット中心のライヴ活動に活路を求めた。
1973年9月に、セカンド・アルバム『青春の叫び (The Wild, The Innocent & The E Street Shuffle)』を発表、評論家からは高い評価を得た。一方で、地道なライヴ活動が実を結び、そのパフォーマンスが評判を呼んだ。
1974年に、ライヴを観たロック評論家ジョン・ランドーは、リアルペーパー誌に「私は『ロックン・ロールの未来を観た』。その名はブルース・スプリングスティーン」と絶賛のコラムを掲載する。そのランドーをプロデューサーに招いて製作された、翌1975年8月25日発売のサード・アルバム『明日なき暴走 (Born to Run)』は、Billboard 200の10位に入り、10月18日付けチャートでは3位に浮上する。シングルカットされたタイトルチューンの「明日なき暴走」はビルボード・Hot 100の23位を記録した。また、タイム誌とニューズウィーク誌の表紙を同時に飾った。
だが1976年、ランドーのプロデュース参加や曲の著作権を巡ってマネージャーのマイク・アペルとトラブルになり、裁判となる。最終的には翌1977年に法廷外での和解となり、アペルとの関係を解消したが、レコーディング活動は2年間休止した。彼にとって不遇の時代だった同年に、マンフレッド・マンズ・アース・バンドが「光に目もくらみ」をカバーしてヒットさせている。なお、ランドーは後に彼のマネージャーとなった。
前作より3年が経った1978年に、アルバム『闇に吠える街 (Darkness on the Edge of Town)』を発表する。前作のセールスには及ばなかったものの、その後のライヴでの主要レパートリーが多く収録されたアルバムとなった。同年には当作を引っ提げた全米ツアーを実施したほか、パティ・スミスに「ビコーズ・ザ・ナイト」を提供。同曲はヒットを記録した。

### 1980年代

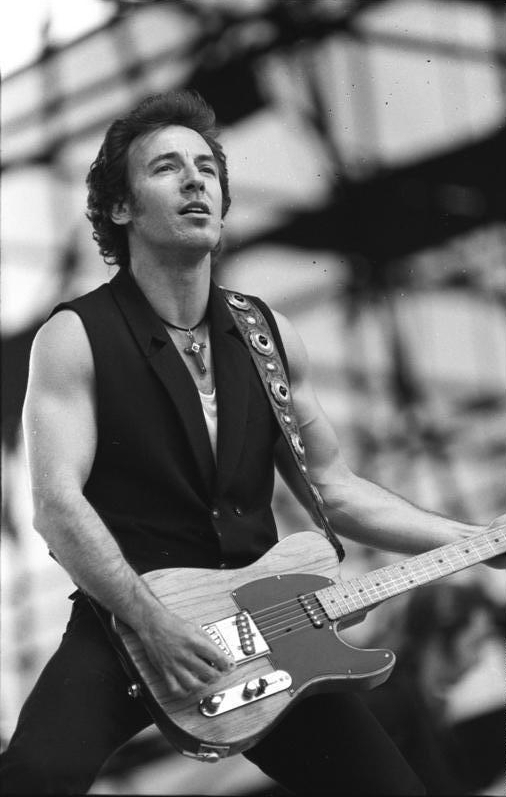
東ドイツ『DDRラジオ放送局』ライブにて（1988年）

1980年10月17日、5枚目のアルバム『ザ・リバー (The River)』を発表。初めてアルバム・チャート1位を獲得し、リカット・シングル「ハングリー・ハート (Hungry Heart)」も初のBillboard Hot 100のトップ10入り。その後、約1年に渡るワールド・ツアーを敢行した。またアルバム収録曲「ザ・リバー」も話題となった。1981年にはゲイリーUSボンズにヒット曲「ディス・リトル・ガール」を提供し、ボンズのカムバックに協力した。
1982年9月30日、6枚目のアルバム『ネブラスカ (Nebraska)』を発表。アコースティック・ギターとハーモニカだけで自宅にてレコーディングされた作品で、内容も含めて反響を呼んだ。
1984年4月に始めた連続コンサートは1億1700万ドル（当時のレートで約277億3000万円）の興行収入をあげたとして、かつてギネス世界記録で「最も成功したコンサート」として認定されていた。6月4日、7枚目のアルバム『ボーン・イン・ザ・U.S.A. (Born in the U.S.A.)』を発表。アルバム・チャート（ビルボード）1984年6月23日付初登場9位、その後、1984年7月3日から4週連続で1位となり、間をあけて1985年1月19日に再度1位に返り咲くという大ヒット作となる。また、UKアルバム・チャートでも1984年6月16日付で初登場2位、1984年12月22日付では79位にまでダウンしたが、翌12月29日付以降再び順位を上げ、チャートイン36週目の1985年2月16日付で初の1位を記録。さらに6月1日付では14位までダウンするものの、7月6日付で再度1位に返り咲くという記録を達成している。収録曲の1曲「ダンシン・イン・ザ・ダーク (Dancing In The Dark)」は、全米シングル・チャート（ビルボード）で4週連続第2位を記録した（1984年6月30日〜7月21日）。同曲のミュージック・ビデオでは、有名な映画監督のブライアン・デ・パルマが、まだ女優としては無名だったコートニー・コックスをファン役に起用。彼女がライブの途中でスプリングスティーンにステージに呼び寄せられ、一緒にダンスを踊るという内容である。だが収録曲「ボーン・イン・ザ・USA」は愛国主義の曲と誤解され、保守派のジョージ・ウィルがスプリングスティーンのコンサートに出かけて彼の労働倫理を賞賛する文章を書き、共和党の右派政治家ロナルド・レーガンも演説で彼を賞賛した。そして同曲はレーガンの大統領選挙のキャンペーンに使用され、彼を激怒させた。一方、同曲は民主党のウォルター・モンデール候補にも使用された。
アルバム『ボーン・イン・ザ・U.S.A.』は、全米で1200万枚、全世界で2000万枚の売上を記録し、発表と同時に行われたワールド・ツアーも大成功を収めた。

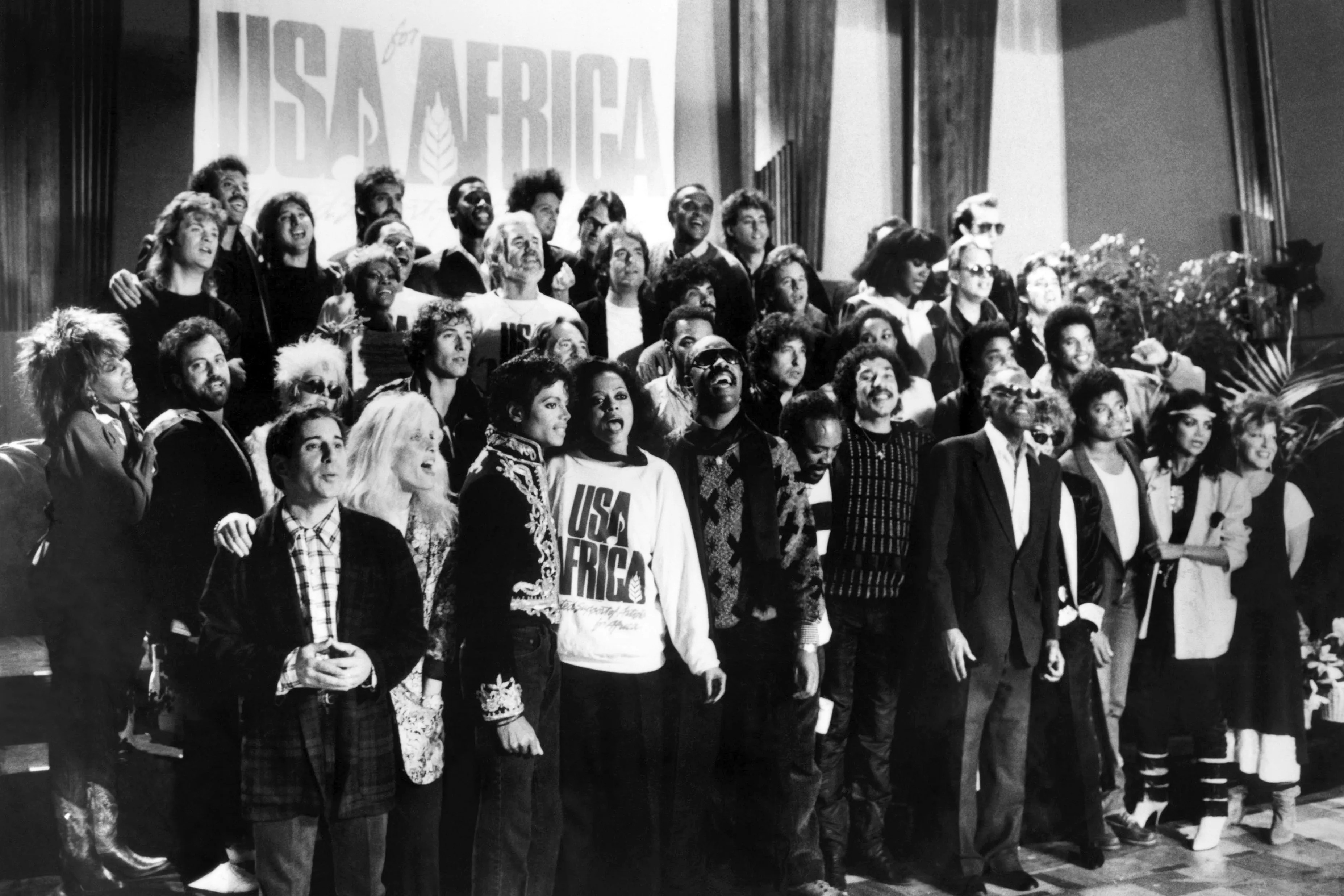
USAフォー・アフリカにてウィ・アー・ザ・ワールドを歌う

1985年4月、初来日公演を行った。同年5月、モデルのジュリアン・フィリップスと結婚した（1988年に離婚）。同年、USA for AFRICAの「ウィ・アー・ザ・ワールド」に参加した。ソロパートを2度も担当している。メイキング映像によると、「飢えている人たちのために一晩くれと言われたら、断るわけにはいかない」と語っている。また、当時Eストリート・バンドを離れていたスティーヴ・ヴァン・ザント（後に復帰）を中心とした「アパルトヘイトに反対するアーティストたち」の楽曲「サン・シティ」にも参加した。
1986年には、1975年から1985年までのライヴ録音からベストテイクを集めたライヴ・アルバム『THE LIVE (Live/1975-85)』を発表する。LP5枚組、またはCD3枚組というボリュームにもかかわらず、アルバム・チャート初登場1位という、前代未聞の記録を残した。
1987年10月9日、8枚目のスタジオ・アルバム『トンネル・オブ・ラヴ (Tunnel Of Love)』を発表。アルバム発表後ワールド・ツアーを行うが、ツアー終了後の1988年、デビュー以来バックを勤めてきたEストリート・バンドは解散した。

### 1990年代

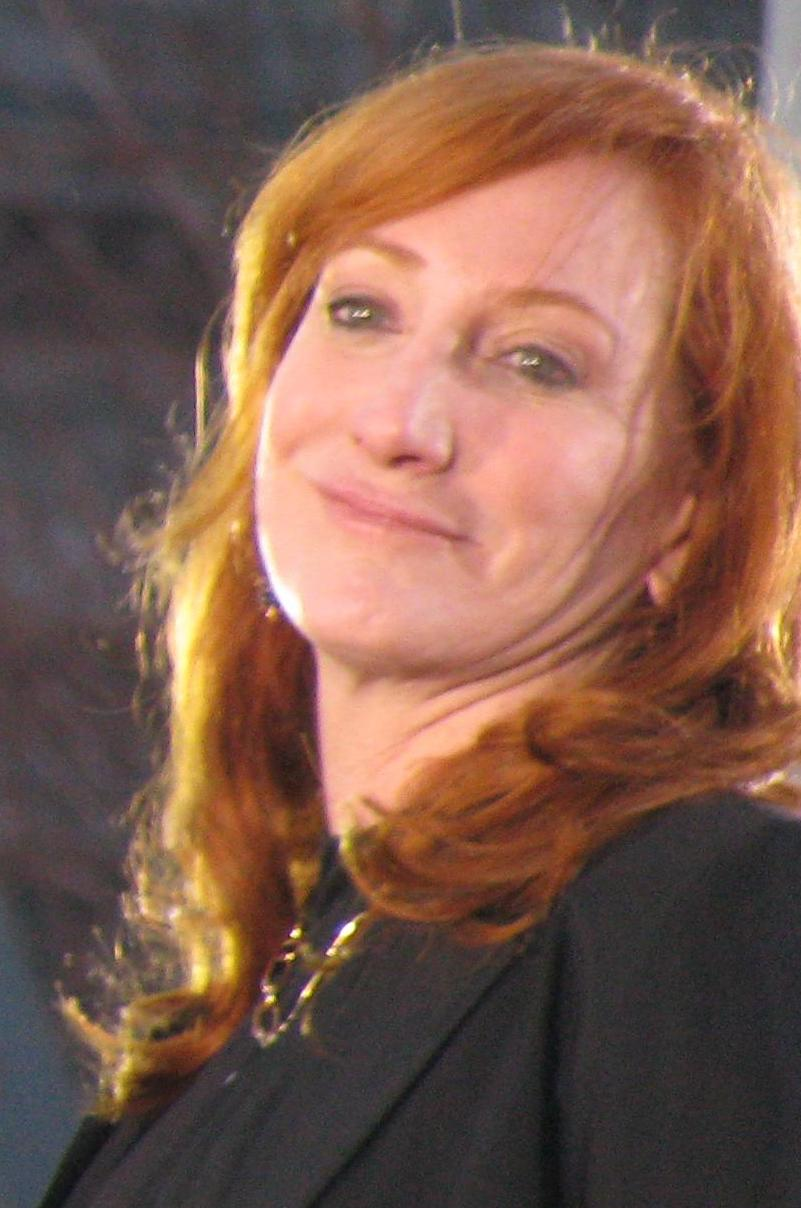
妻パティ・スキャルファ（2008年）

1991年、同郷でバンド仲間であるシンガーソングライター、パティ・スキャルファと再婚。後には3人の子供を儲ける。
1992年、長い沈黙を破り、『ヒューマン・タッチ (Human Touch)』と『ラッキー・タウン (Lucky Town)』という2枚のアルバムを同時発表した。2枚組にしなかった理由は、『ヒューマン・タッチ』完成直前に新たなコンセプトが浮かびアルバム1枚分の曲を録音したが、同じアルバムに収録するには無理があると判断したためである。
1993年には、ジョナサン・デミ監督の映画『フィラデルフィア (Philadelphia)』の主題歌として「ストリーツ・オブ・フィラデルフィア (Streets Of Philadelphia)」を書き下ろしで提供。同曲で1994年にアカデミー歌曲賞を受賞している。日本で深夜に放送されていた音楽番組『BEAT UK』(フジテレビ)では、UKシングル・チャートNo.1を獲得した。
1995年に、初のベスト・アルバム『グレイテスト・ヒッツ (Greatest Hits)』を発表。再結集したEストリート・バンドと録音した3曲を含む新曲4曲も収録された。同年には、ジョン・スタインベックの小説『怒りの葡萄』にヒントを得たアルバム『ザ・ゴースト・オブ・トム・ジョード (The Ghost of Tom Joad)』を発表。1997年まで、アコースティック・ソロでワールド・ツアーを行った。
1998年には、デビュー以来の未発表曲や既発曲の別テイクを集大成したCD4枚組ボックス・セット『トラックス（Tracks）』を発表。直後にEストリート・バンドの再結成ツアーを行い、全米とヨーロッパの各地で歓迎された。
1999年、『ロックの殿堂』入りを果たす。

### 2000年代

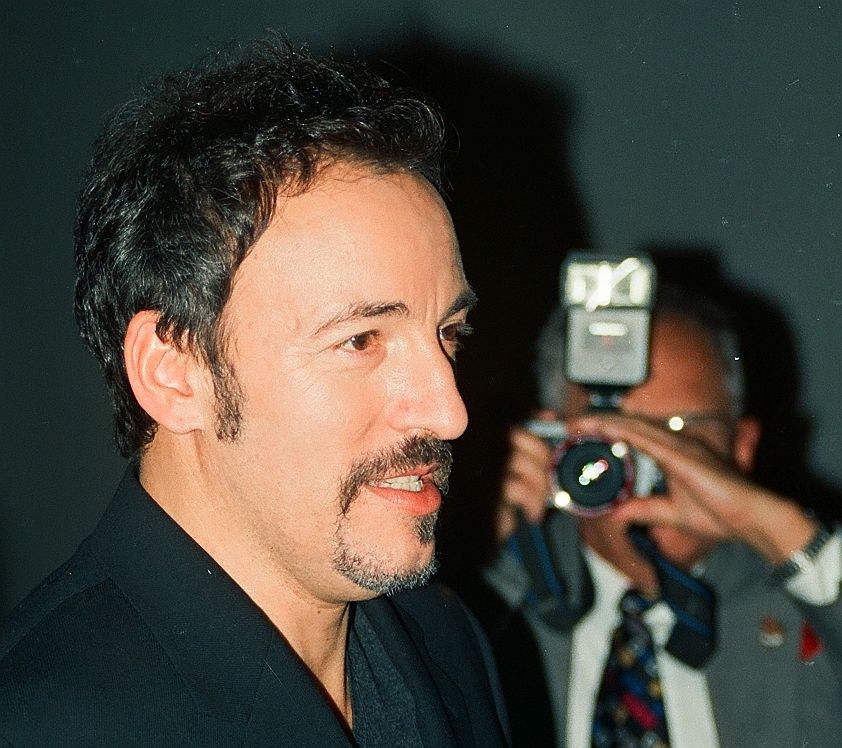
2001年

2001年9月11日に発生したアメリカ同時多発テロ事件は、スプリングスティーンの活動にも大きな影響を及ぼした。事件直後は、いくつかの追悼イベントに参加。翌2002年7月には新作アルバム『ザ・ライジング (The Rising)』を発表。テロの犠牲者や遺族、自爆テロリストにまで題材をとり、事件の傷跡を癒そうとする内容の作品であった。同時に全国、ヨーロッパを巡るツアーを開始。
当初、アメリカのアフガニスタン侵攻については賛同していたものの、イラク戦争については反対を表明した。
2004年アメリカ合衆国大統領選挙に際しては、反ブッシュ的立場を鮮明にした。『Vote For Change』と銘打って、R.E.M.、パール・ジャム、ジャクソン・ブラウン、ジョン・フォガティ（元クリーデンス・クリアウォーター・リバイバル）ら多数のアーティストとツアーを行い、共和党支持の強い地域で民主党支持を訴えた。選挙直前の2004年10月28日には、オハイオ州でジョン・ケリー上院議員の応援演説も行った。結果的にブッシュは再選されたが、それについてのスプリングスティーンのコメントは発表されず、彼自身のアコースティック・ギター弾き語りによるアメリカ国歌がオフィシャルサイトにアップロードされた。
2005年4月に、通算20作目となるアルバム『デビルズ・アンド・ダスト (Devils & Dust)』が発表された。主に、個人の信条と政治や社会の間で苦悩する人々の姿が描かれている作品である。アルバム発表後、ソロ・ツアーをアメリカ、ヨーロッパで敢行。このツアーは、1995年 - 1997年にかけて行われた「ゴースト・オブ・トム・ジョード・ツアー」とは若干異なり、ギターとピアノ、オルガンを曲によって弾き分ける形式であった。
同年11月には、サード・アルバム『明日なき暴走 (Born to Run)』の発表30周年を記念したボックス・セットが発売された。2007年には2年ぶりの新作『マジック (Magic)』を発表した。
2009年、「ザ・レスラー」が、第66回ゴールデングローブ賞の“主題歌賞”を受賞。この曲は、ミッキー・ローク主演映画、『レスラー』においてエンディングテーマとして使用されたが、友人でファンでもあるミッキー・ロークのために、書き下ろした曲である。
2009年2月開催のNFLの第43回スーパーボウルのハーフタイムショーに出演。「凍てついた10番街」（『明日なき暴走』収録曲）と新作の『ワーキング・オン・ア・ドリーム (Working On A Dream)』の同名タイトル曲を熱唱した。

### 2010年代

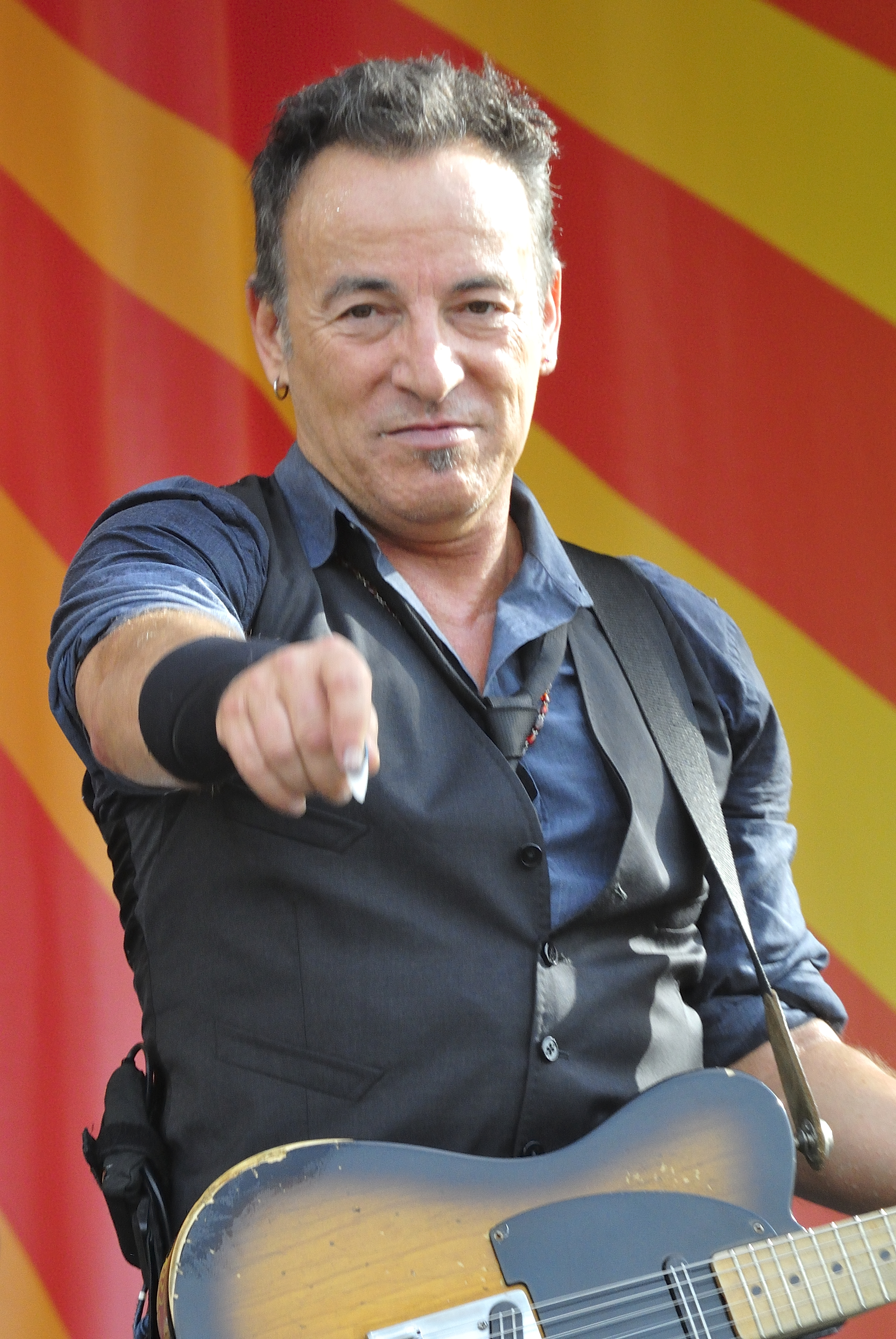
ニューオリンズ公演（2012年4月）

2010年11月、4thアルバム『闇に吠える街(Darkness on the Edge of Town)』のボックス・セットが発売された。また、このボックスにも収められている未発表曲を2枚組アルバム『ザ・プロミス』として同時発売した。
2012年3月、3年ぶりとなる久々の新作『レッキング・ボール (Wrecking Ball)』を発表、世界14か国で初登場1位となった。
2012年7月26日、自身が過去にうつ病に悩まされていたことを、米紙ニューヨーカーのインタビューで告白。それによると、1982年に心理療法士のカウンセリングを受け始めていたという。
2014年1月、通算18枚目のオリジナルアルバム『ハイ・ホープス』を発表。世界20か国で1位となったほか、日本でも約20年ぶりにオリコン週間洋楽アルバムランキング第1位を獲得した。

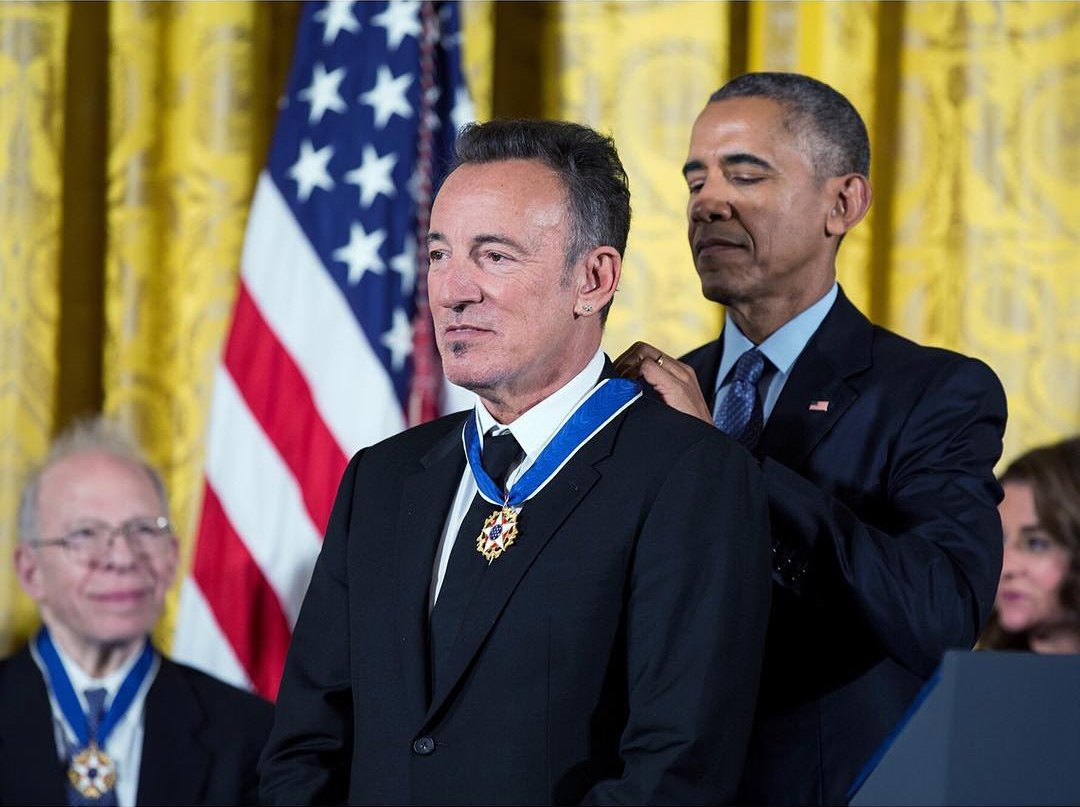
『大統領自由勲章』授章式にて（2016年11月）

2016年、母国・米国の栄誉『大統領自由勲章』を受章。
2018年、ブロードウェイ・シアターの最高栄誉『トニー賞』を受賞。
2019年、通算19作目のオリジナルアルバム『ウエスタン・スターズ (Western Stars)』を発表。1960年代終わりから1970年代初めにかけてのサザン・カリフォルニア・ポップ・レコードにインスパイアされた、彼の音楽を新たな境地へと誘う作品となった。彼自身は「このアルバムは、キャラクター主導型の曲と、大胆でシネマチックなオーケストラのアレンジを特徴としていた僕のソロ作品への回帰――“宝石箱"のようなアルバムなんだ」と語った。

### 2020年代
2020年10月23日、通算20作目のオリジナルアルバム『レター・トゥ・ユー (Letter to You)』を発表した。
2021年、全楽曲の権利をソニー・ミュージックエンタテインメントに売却。売却額は公表されていないが5億ドルを超えると推測され、1人のアーティストとしては過去最高額と見られた。

## Eストリート・バンド

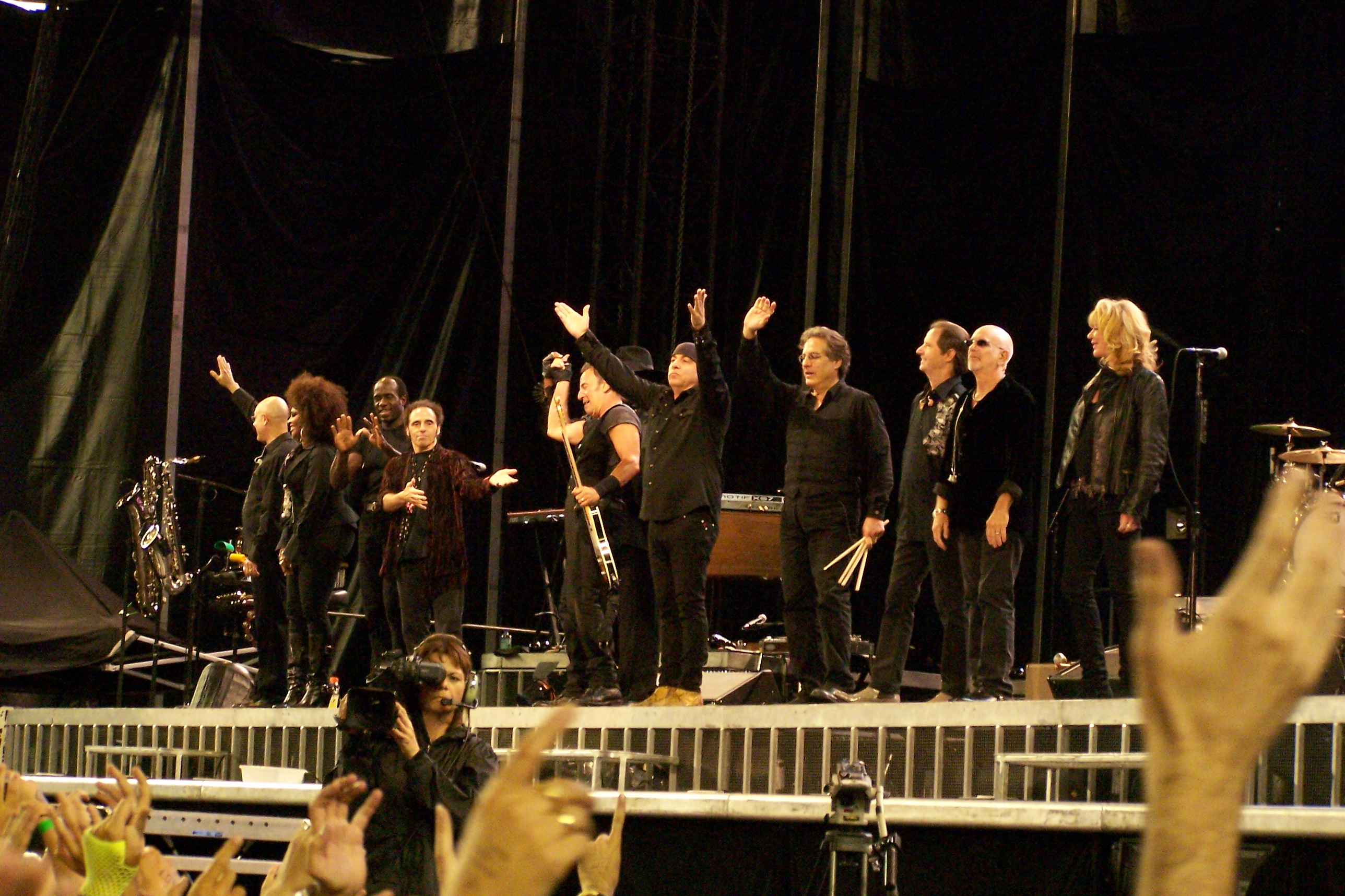
スペイン・バリャドリッド公演（2009年8月）

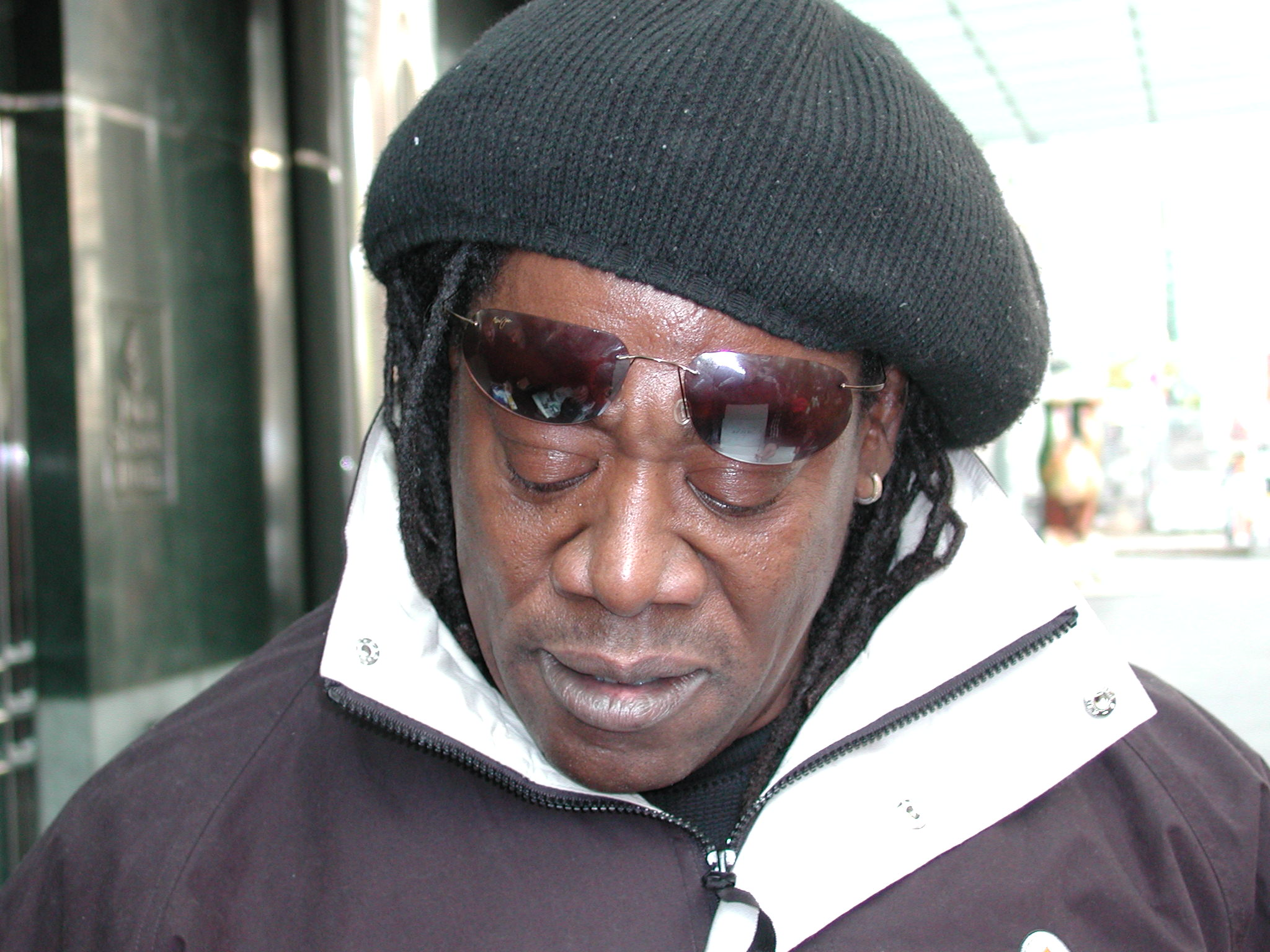
クラレンス・クレモンズ（2002年）

Eストリート・バンド（The E Street Band）はスプリングスティーンのレコーディング、コンサートにおいてバック演奏を務めるグループ。アマチュア時代に結成したバンドが母体になっているが、メンバーの交代は数回行われている。1988年に発展的に解散した。その後、1995年にベスト・アルバム『グレイテスト・ヒッツ (Greatest Hits)』の新曲録音のための一時的な再結成を経て、1999年に正式に再結成した。
2011年6月18日に、バンドの中心メンバーだったサックスのクラレンス・クレモンズが死去。バンド存続が危ぶまれたが、クラレンスの甥であるジェイク・クレモンズがサポート・メンバーとして加わり、活動を継続している。

### 現ラインナップ
※2020年11月時点
- ブルース・スプリングスティーン (Bruce Springsteen) - ボーカル/ギター
- パティ・スキャルファ (Patti Scialfa) - アコースティックギター
- ロイ・ビタン (Roy Bittan) - キーボード
- ニルス・ロフグレン (Nils Lofgren) - ギター
- スティーヴ・ヴァン・ザント (Steve Van Zandt) - ギター
- ギャリー・タレント (Garry Tallent) - ベース
- マックス・ワインバーグ (Max Weinberg) - ドラムス

サポート
- ジェイク・クレモンズ (Jake Clemons) - サクソフォーン
- スージー・ティレル (Soozie Tyrell) - ヴァイオリン
- チャールズ・ギオルダーノ (Charles Giordano) - キーボード

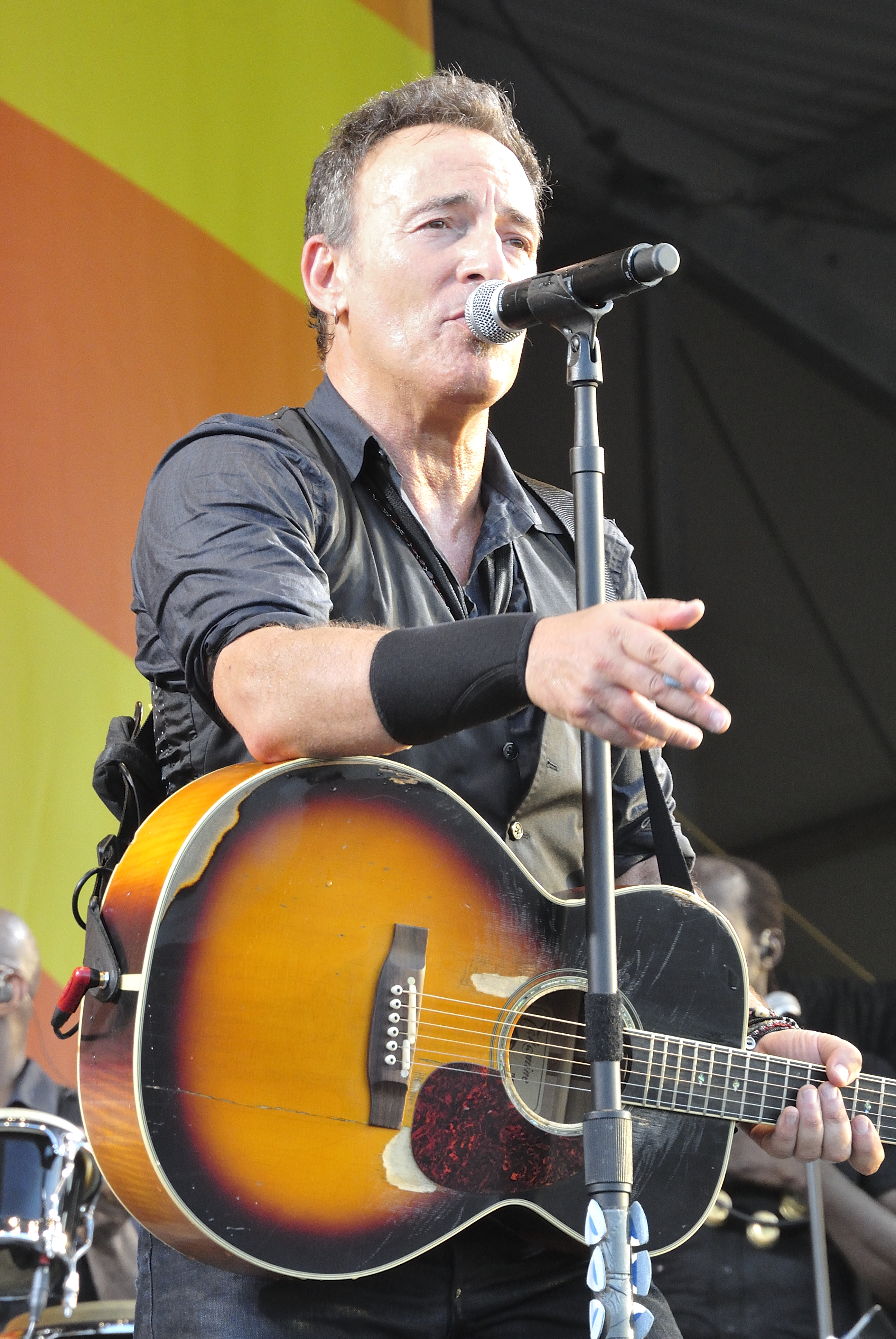
ブルース・スプリングスティーン（2012年）
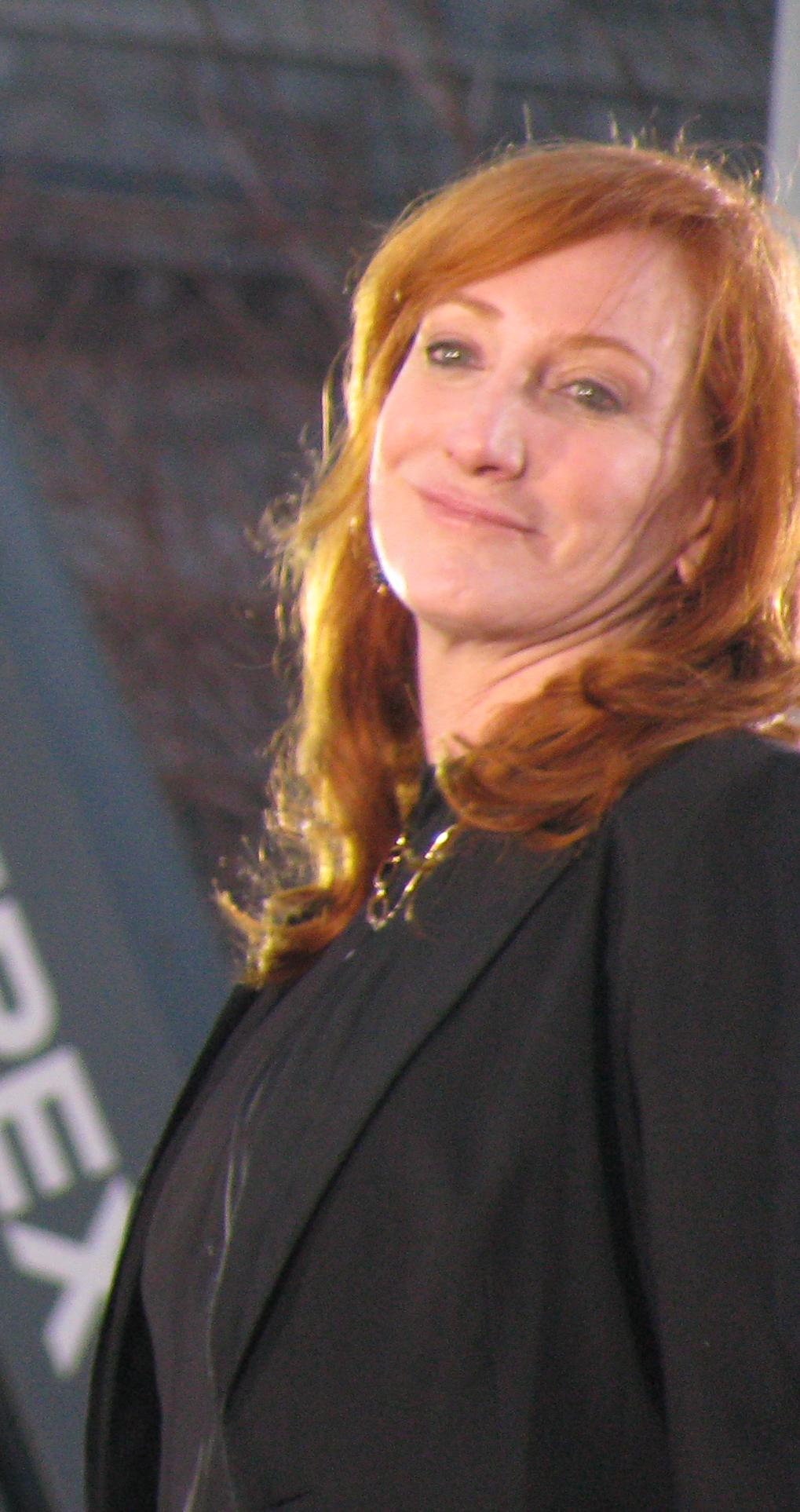
パティ・スキャルファ（2008年）
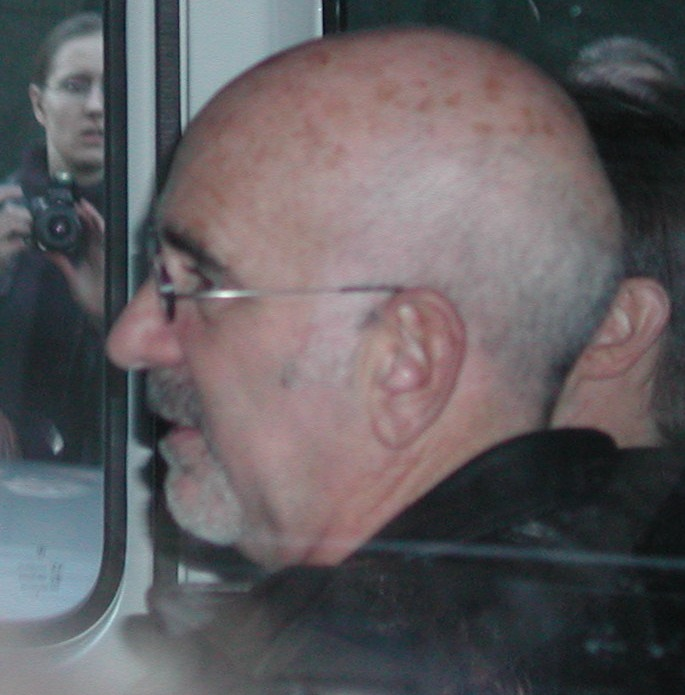
ロイ・ビタン（2002年）
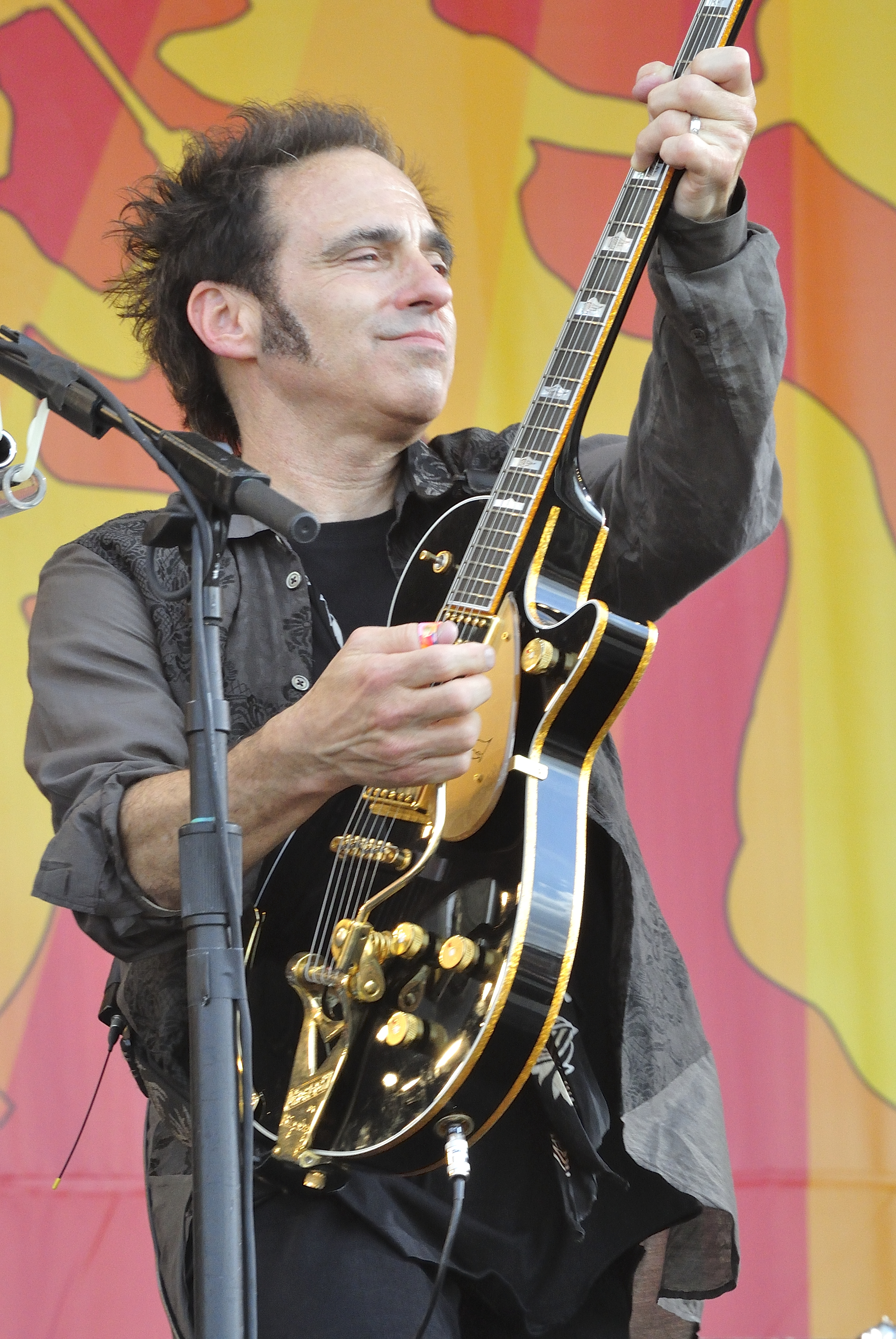
ニルス・ロフグレン（2012年）
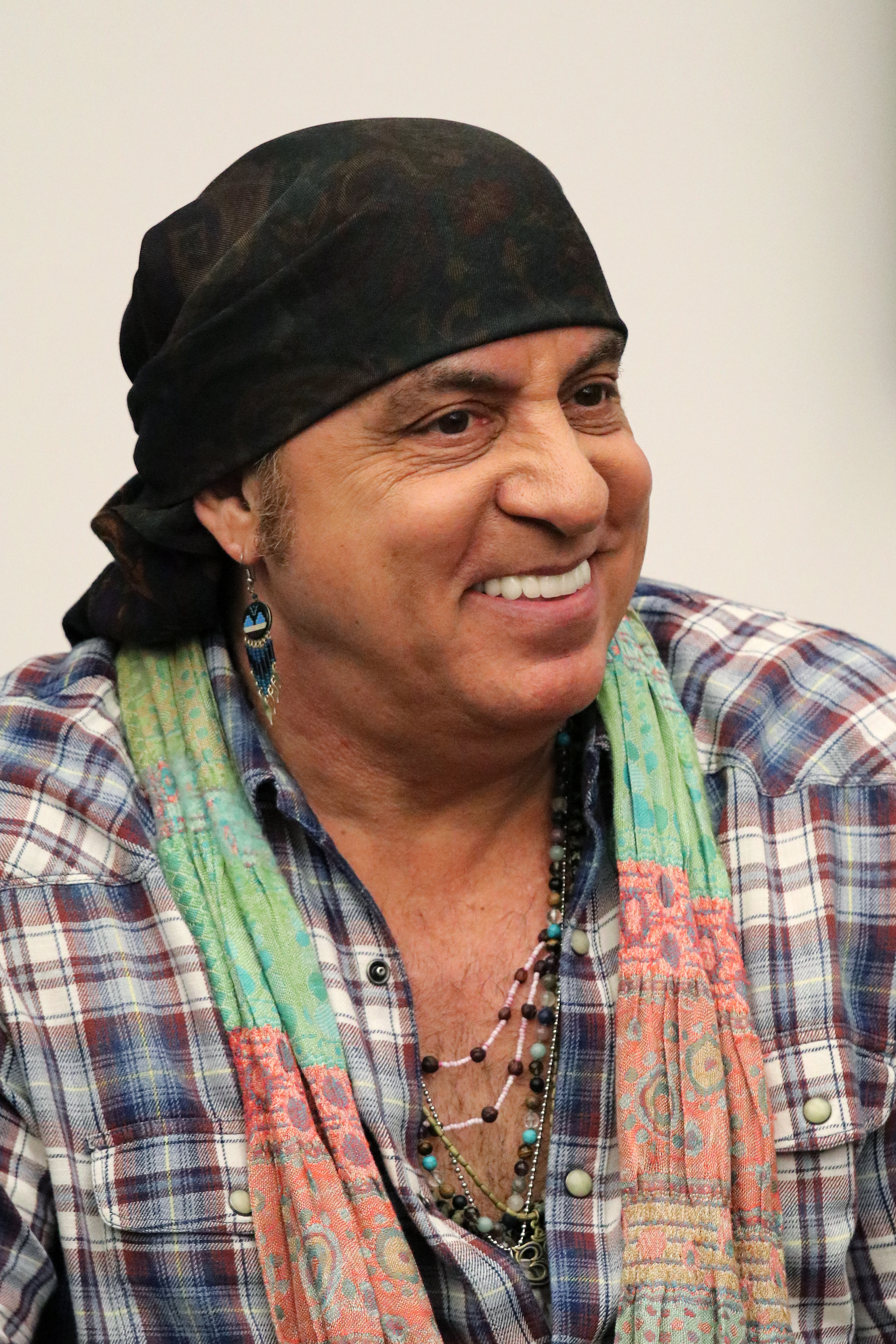
スティーヴ・ヴァン・ザント（2018年）
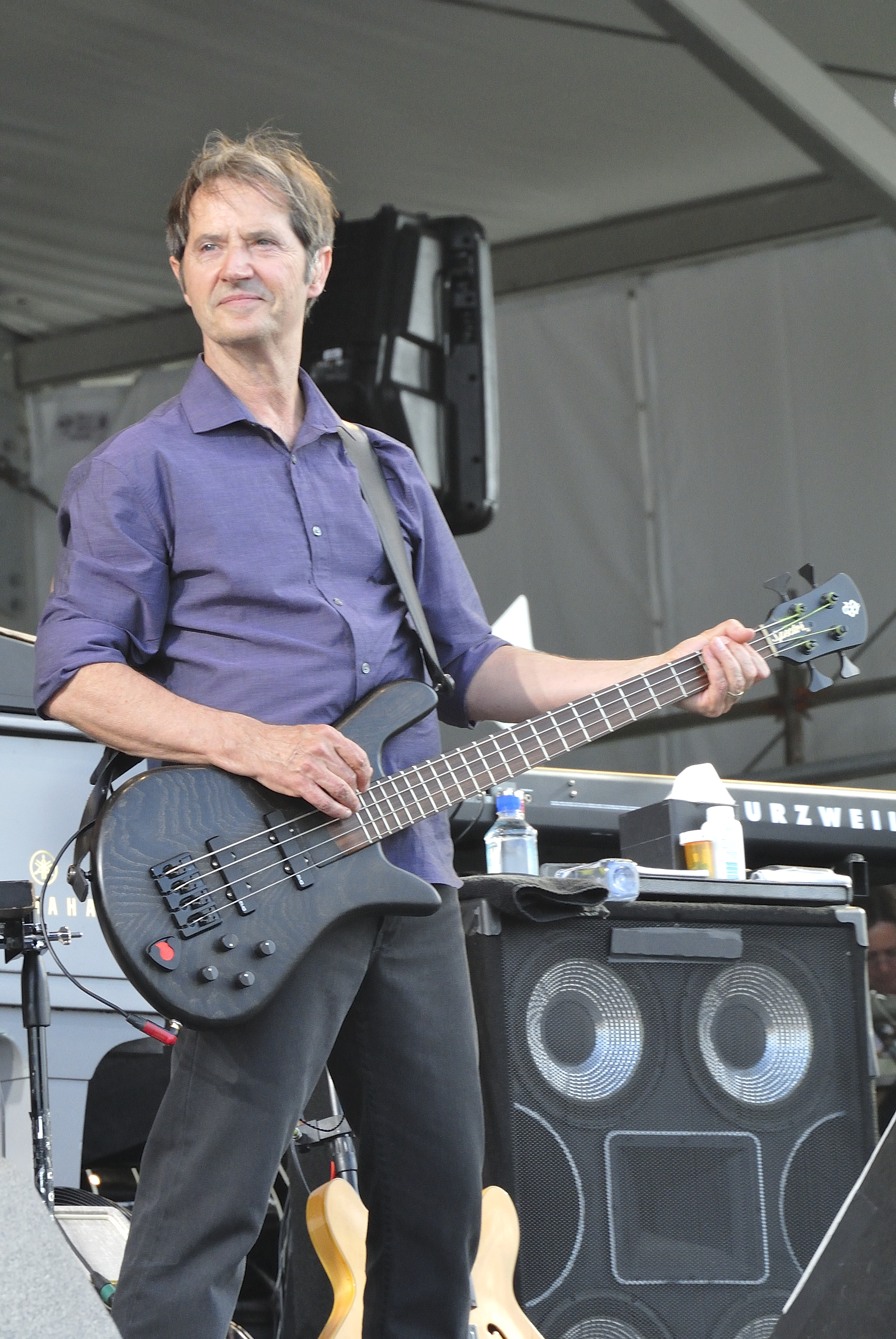
ギャリー・タレント（2012年）
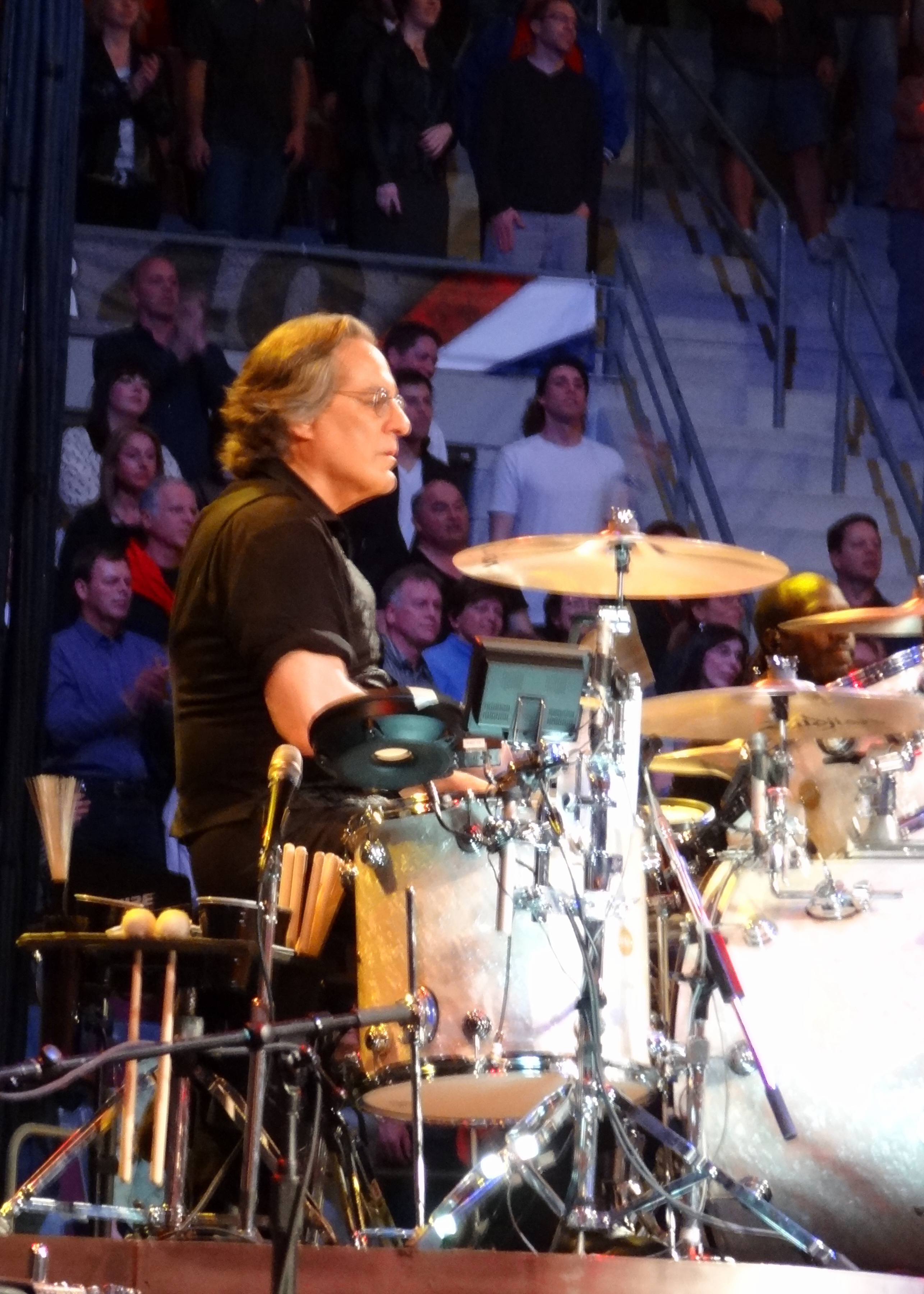
マックス・ワインバーグ（2012年）
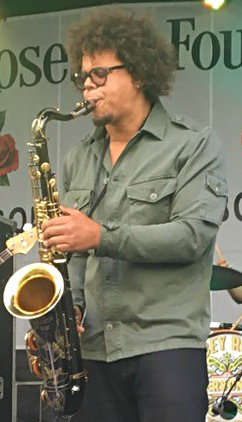
ジェイク・クレモンズ（2017年）
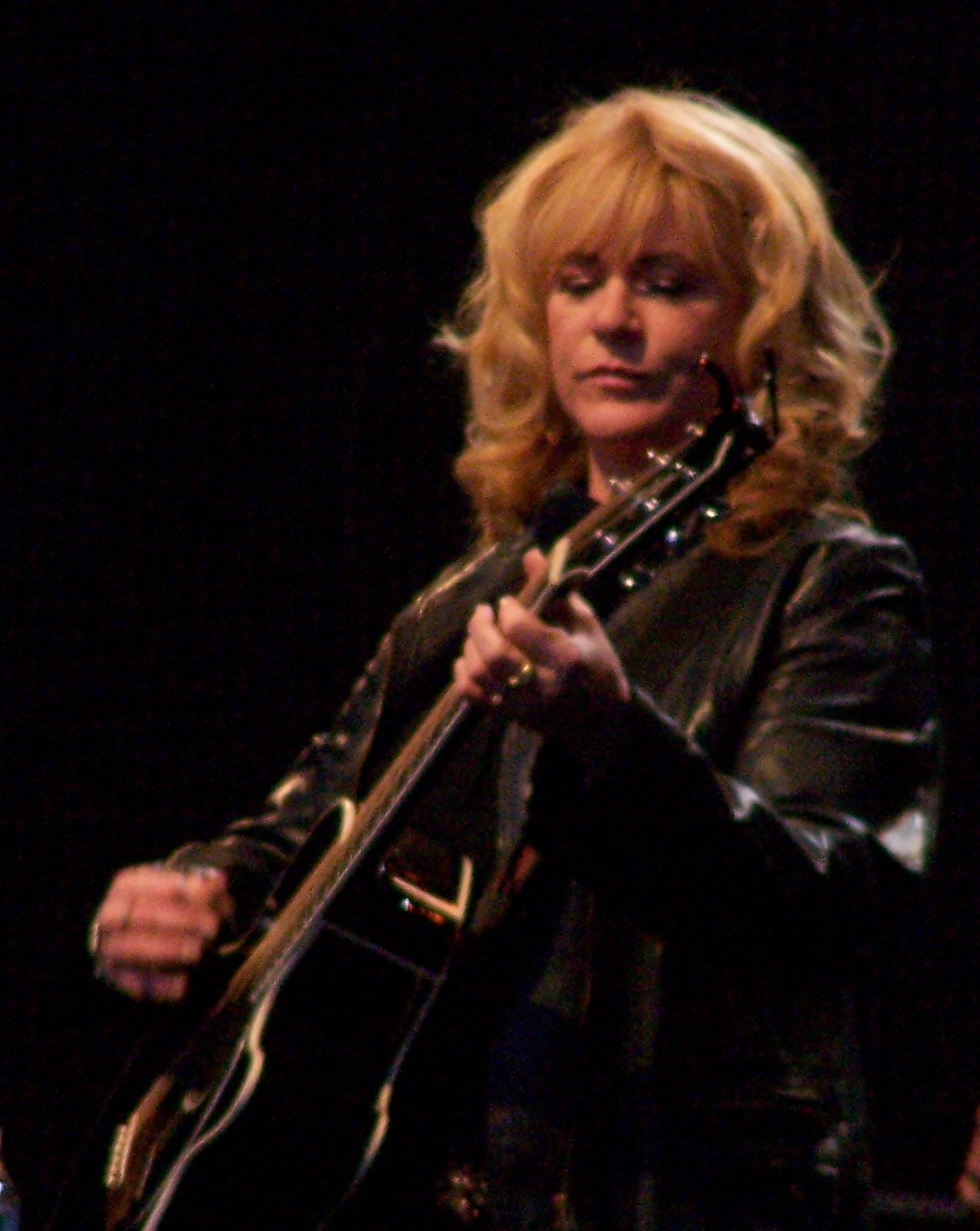
スージー・ティレル（2009年）
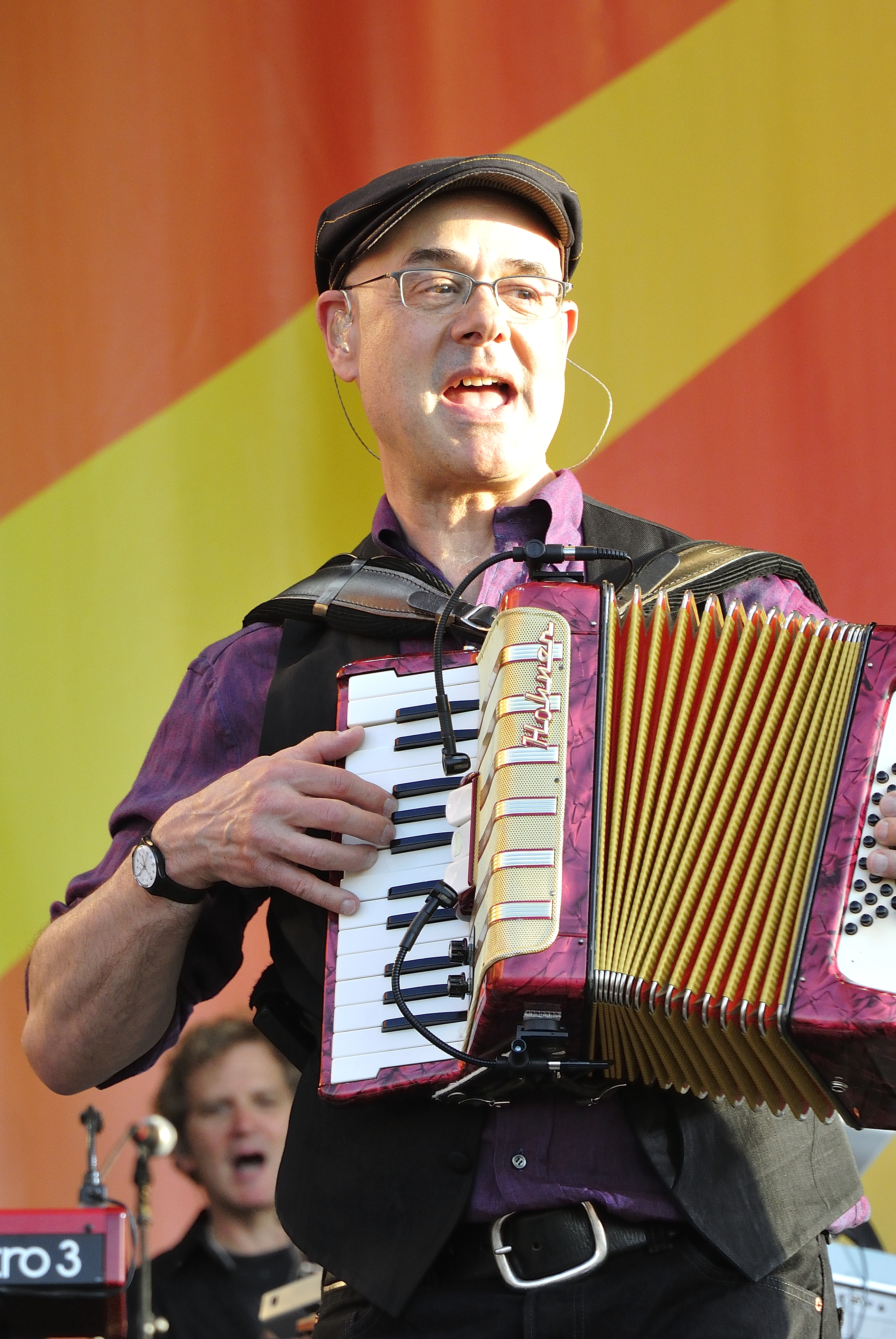
チャールズ・ギオルダーノ（2012年）

### 旧メンバー
- クラレンス・クレモンズ (Clarence Clemons) - サクソフォーン　2011年6月18日に死去
- ダニー・フェデリシ (Danny Federici) - キーボード　2008年4月17日に死去
- アーネスト・”ブーム”・カーター (Ernest "Boom" Carter) - ドラムス
- ヴィニ・ロペス (Vini Lopez) - ドラムス
- スキ・ラハヴ (Suki Lahav) - ヴァイオリン
- デヴィッド・サンシャス (David Sancious) - キーボード

## ディスコグラフィ

### スタジオ・アルバム
- 1973年 『アズベリー・パークからの挨拶』 - Greetings From Asbury Park （全米60位、2xプラチナム、全英41位、シルバー）
- 1973年 『青春の叫び』- The Wild, The Innocent & The E Street Shuffle （全米59位、2xプラチナム・全英33位、シルバー）
- 1975年 『明日なき暴走』 - Born to Run （全米3位、6xプラチナム・全英17位、プラチナム・加31位、2xプラチナム）
- 1978年 『闇に吠える街』 - Darkness on the Edge of Town （全米5位、3xプラチナム・全英16位、ゴールド・加7位、プラチナム）
- 1980年 『ザ・リバー』 - The River （全米1位、5xプラチナム・全英2位、プラチナム・加1位、2xプラチナム）
- 1982年 『ネブラスカ』 - Nebraska （全米3位、プラチナム・全英3位、シルバー・加3位、ゴールド）
- 1984年 『ボーン・イン・ザ・U.S.A.』 - Born in the U.S.A. （全米1位、15xプラチナム・全英1位、3xプラチナム・加1位、10xプラチナム）
- 1987年 『トンネル・オブ・ラヴ』 - Tunnel of Love （全米1位、3xプラチナム・全英1位、プラチナム・加1位、3xプラチナム）
- 1992年 『ヒューマン・タッチ』 - Human Touch （全米2位、プラチナム・全英1位、ゴールド・加2位、2xプラチナム）
- 1992年 『ラッキー・タウン』 - Lucky Town （全米3位、プラチナム・全英2位、ゴールド・加3位、2xプラチナム）
- 1995年 『ザ・ゴースト・オブ・トム・ジョード』 - The Ghost of Tom Joad （全米11位、ゴールド・全英16位、ゴールド・加15位、ゴールド）
- 2002年 『ザ・ライジング』 - The Rising （全米1位、2xプラチナム・全英1位、ゴールド・加1位）
- 2005年 『デビルズ・アンド・ダスト』 - Devils & Dust （全米1位、ゴールド・全英1位、ゴールド・加2位、ゴールド）
- 2006年 『ウィ・シャル・オーヴァーカム: ザ・シーガー・セッションズ』 - We Shall Overcome:The Seeger Sessions　（全米3位、ゴールド・加3位、ゴールド)
- 2007年 『マジック』 - Magic （全米1位、プラチナム・全英1位・加1位）
- 2009年 『ワーキング・オン・ア・ドリーム』 - Working on a Dream （全米1位、ゴールド・全英1位・加1位、プラチナム）
- 2012年 『レッキング・ボール』 - Wrecking Ball （全米1位・全英1位）
- 2014年 『ハイ・ホープス』 - High Hopes （全米1位・全英1位）
- 2019年 『ウエスタン・スターズ』 - Western Stars
- 2020年 『レター・トゥ・ユー』 - Letter to You
- 2022年 『オンリー・ザ・ストロング・サヴァイヴ』 - Only the Strong Survive

### ライヴ・アルバム、コンピレーション・アルバム
- 1986年 『The "Live" 1975-1985』 Live/1975-85 （全米1位・全英4位）
- 1993年 『MTV PLUGGED〜プラグド』 In Concert/MTV Plugged （全米189位・全英4位）
- 2001年 『ライヴ・イン・ニューヨーク・シティ』 Live In New York City （全米5位・全英12位）
- 2006年 『ライヴ・アット・ハマースミス・オデオン,1975』 Hammersmith Odeon, London '75
- 2007年 『ライヴ・イン・ダブリン』 Bruce Springsteen with The Sessions Band: Live in Dublin （全米23位・全英21位）
- 2018年 『スプリングスティーン・オン・ブロードウェイ』 - Springsteen on Broadway
- 2021年 『ノー・ニュークス・コンサート1979』 - The Legendary 1979 No Nukes Concerts

### コンピレーション・アルバム
- 1995年 『グレイテスト・ヒッツ』 Greatest Hits （全米・全英1位）
- 1998年 『トラックス』 Tracks （全米27位）
- 1999年 『18トラックス〜ザ・ベスト・オブ・トラックス』 18 Tracks （全米64位・全英23位）
- 2003年 『エッセンシャル・ブルース・スプリングスティーン』 The Essential Bruce Springsteen （全米14位・全英28位）
- 2010年 『ザ・プロミス』 The Promise （全米16位・全英7位）

## 楽曲提供
- 「スピリット・イン・ザ・ナイト」byマンフレッド・マンズ・アース・バンド[24](1975)
- 「光に目もくらみ」byマンフレッド・マンズ・アース・バンド(1977)
- 「ビコーズ・ザ・ナイト」byパティ・スミス・グループ
- 「ファイア」byポインター・シスターズ (1979)
- 「ディス・リトル・ガール」byゲイリーUSボンズ (1981)

## 著書
- 2016年9月27日『ボーン・トゥ・ラン: ブルース・スプリングスティーン自伝』 翻訳：鈴木恵、加賀山卓朗　早川書房発行、上巻 ISBN 978-4152096401 下巻 ISBN 978-4152096418

## 映画
『インディアン・ランナー』
1991年のショーン・ペン監督作品。アルバム『ネブラスカ』収録の「ハイウェイ・パトロールマン」を基にしている。
『レスラー』
2008年のダーレン・アロノフスキー監督作品。本作の主題歌である「The Wrestler」は、スプリングスティーンが主演のミッキー・ロークから送られた手紙と映画スクリプトを読んで書き下ろした新曲。 第66回ゴールデングローブ賞・オリジナル歌曲賞 受賞。
『Deliver Me From Nowhere』
TBAのスコット・クーパー監督作品。アルバム『ネブラスカ』制作舞台裏を描く作品。ジェレミー・アレン・ホワイトがブルース役を演じる。
『カセットテープ・ダイアリーズ』
1987年を舞台に、スプリングスティーンに熱中するパキスタン系のイギリス人高校生の人生を描く。

## 日本公演
- 1985年 Born in the U.S.A Tour

4月10日, 11日, 13日, 15日, 16日 国立代々木競技場第一体育館、19日 京都府立体育館、22日, 23日 大阪城ホール
- 1988年 A Concert Human Right Now

9月27日 東京ドーム
- 1997年 The Ghost of Tom Joad Tour

1月27日, 29日〜31日 東京国際フォーラムホールA